# Discotruncana
Discotruncana es un género de foraminífero bentónico considerado un sinónimo posterior de Planulinoides de la familia Planulinoididae, de la superfamilia Discorbinelloidea, del suborden Rotaliina y del orden Rotaliida. Su especie tipo era Discotruncana japonica. Su rango cronoestratigráfico abarca el Plioceno.

## Clasificación
Discotruncana incluía a la siguiente especie:
- Discotruncana japonica †